# Yaktak
雅羅斯拉夫·米科拉約維奇·卡爾普克（羅馬化：Yaroslav Mykolaiovych Karpuk；2005年5月4日—），藝名Yaktak（風格全大写），乌克兰流行歌手兼词曲作者。